# Marton Frigyes
Marton Frigyes (Budapest, 1928. június 17. – Budapest, 2002. augusztus 29.) kétszeres Jászai Mari-díjas rendező, színházigazgató. A Rádió Kabarészínháza alapító tagja, érdemes és kiváló művész.

## Életpályája
A Színművészeti Főiskola rendező szakán 1954-ben végzett, ezt követően négy évig a Pécsi Nemzeti Színház tagja volt. 1958 és 1959 között a Vidám Színpad, majd 1962-ig a Petőfi Színház rendezője volt. 1960 és 1963 között rövid ideig a Tarka Színpad igazgatója is volt.
1962-ben került a Magyar Rádió rendezői státuszába, ahol rovat illetve szerkesztőség vezetői feladatokat is ellátott. Megalapította a Rádiókabaré "intézményét", majd munkatársaival indították el a Humorfesztivált, ami meghatározta a magyar humor útját a következő évtizedekben.
1970 és 1980 között a Mikroszkóp Színpad főrendezője, Komlós János váratlan halála után az igazgatója volt. Ezt a posztot 1985-ig töltötte be.
A rádiós és a Mikroszkóp színpadnál eltöltött évek alatt, a teljesség igénye nélkül az alábbi előadók felfedezője-megalkotója volt: Hofi Géza, Markos-Nádas duó (Markos György és Nádas György szereplésével), Koós János táncdalénekes, akinek névadója is, mivel eredeti nevét ami Kupsa János volt, ő változtatta meg első közös produkciójuk során.
1985-ben -korkedvezménnyel- nyugdíjba vonult. 1990-ben az MSZP országgyűlési képviselő jelöltje volt.
Első házasságát Braun Máriával kötötte. Gyermekeik: Marton Mária író és B. Marton Frigyes operatőr. Második felesége: Troszt Margit a Magyar Rádió zenei szerkesztője.

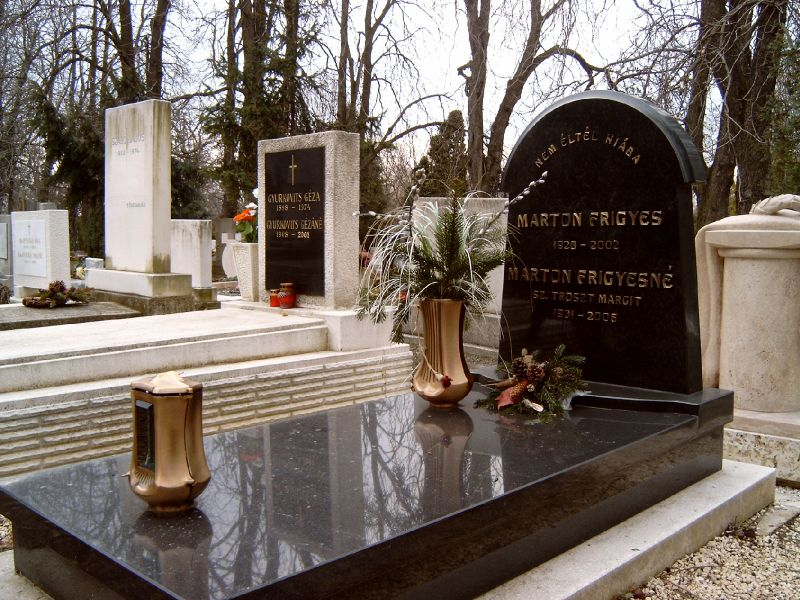
Sírja a Farkasréti temetőben (25/II-1-42)

## Rendezései

### Színház
- Gogol: A revizor
- Visnyevszkij: Optimista tragédia
- Shakespeare: Vízkereszt
- Molière: A képzelt beteg
- Carlo Goldoni: Mirandolinna
- Kodolányi János: Végrendelet
- Móricz Zsigmond: Nem élhetek muzsikaszó nélkül
- Jókai Mór - Illés Endre: Gazdag szegények
- Zilahy Lajos: A házasságszédelgő
- Romhányi József: Film Pestivál
- Kálmán Imre: Montmartre-i ibolya
- Lehár Ferenc: A víg özvegy
- Jacobi Viktor: Sybill

### Kabaré
- Nő a siker
- Nem az én asztalom!
- Mi a panasza?
- Aki néző akar lenni
- Tiszta vizet a fejekbe...
- Minek néz engem?
- Ki fog gólt lőni?
- Értem?
- Bal? Jobb? Bal!!
- Sasazértis
- Én összeféltem magam... (Gálvölgyi János)
- Körhanta (Markos György - Nádas György)
- Lépj be a S.A.S.-ba

### Egyéb
1965 és 1974 között a Népstadion telt házas „SZÚR”-jainak (Színész–Újságíró Rangadó) rendezője volt.

## Kötetei
- Marton Frigyes–Popper Péter: Gázláng. Lágerfoglyok írásai; Saxum, Bp., 2003 ISBN 9639308668[2]
- A magyar humor és szatíra története; szerk. Marton Frigyes, Kaposy Miklós, Farkasházy Tivadar; magánkiadás, Bp., 1976 (Magyar Rádió Karinthy színpada)

## Elismerései
- Jászai Mari-díj (1968, 1974)
- Karinthy-gyűrű (1975)
- Érdemes művész (1978)
- Kiváló művész (1985)